# 前橋汀子
前橋 汀子（まえはし ていこ、1943年12月11日 - ）は、日本のヴァイオリニスト。

## 来歴
父は旧制武蔵高等学校から京都帝国大学文学部史学科に進み仏教美術を学んだ高等学校教員、母は専業主婦だった。父が好きだった俳人・中村汀女に因んで命名された。
東京学芸大学附属大泉小学校から立教女学院中学校へ進学したが、日曜日に礼拝があり、ヴァイオリンの練習時間が十分に確保できないこと、女子校ゆえに何となく居心地の悪さを感じていたことから1年で中退し、練馬区立石神井中学校に転入した。
白系ロシア人音楽教師の小野アンナと、桐朋学園「子供のための音楽教室」の斎藤秀雄に師事。少女時代にヨーゼフ・シゲティとダヴィッド・オイストラフの来日演奏会に接し、ヴァイオリニストの道を志す。
中学生からロシア語を独学し、17歳でレニングラード音楽院に留学（ミハイル・ヴァイマンに師事）。
1963年、一時帰国して新ウィーン楽派や同時代の音楽への興味から、ジュリアード弦楽四重奏団のロバート・マンに入門すべく渡米し、ニューヨーク州のジュリアード音楽院に留学、名伯楽として知られるドロシー・ディレイ教授にも師事。さらにニューヨークから渡欧して、スイスはモントルーにてヨーゼフ・シゲティとナタン・ミルシテインの薫陶を受ける。シゲティの他界後もモントルーに暮らし、最晩年のチャップリンやココシュカとも親交を結んだ。
国際的に活躍。レオポルド・ストコフスキーの指揮によりカーネギー・ホールでアメリカ・デビューを果たしたほか、ズービン・メータ、クルト・マズア、小澤征爾、クリストフ・エッシェンバッハら著名指揮者のもと、ベルリン・フィルハーモニー管弦楽団やロサンジェルス・フィルハーモニック、クリーヴランド管弦楽団などの一流オーケストラとも共演している。ロイヤル・フィルハーモニー管弦楽団やチューリヒ・トーンハレ管弦楽団とは録音も行なってきた。
2004年、日本芸術院賞受賞。
2007年、エクソンモービル音楽賞受賞。
2011年6月、紫綬褒章受章。2017年4月、旭日小綬章受章。
2017年、演奏活動55年を期に、初の自叙伝「私のヴァイオリン」（早川書房）を上梓。

## 人物・演奏スタイル
- 恩師シゲティが捨てたロマンティックなレパートリー（チャイコフスキー、ブルッフ、シベリウスの協奏曲、小品集）の演奏・解釈に特色がある。
- 師シゲティやミルシテインと同じく、J.S.バッハの無伴奏ヴァイオリンのためのソナタとパルティータを得意とする。
- レコードやCD制作も数多い。
- 演奏それ自体に加えて、凛としたステージマナーや美しい容姿に惹かれて、ファンを公言する著名人（作家の深田祐介や演劇界の蜷川幸雄・萩原健一・加賀まりこら）は少なくない[5]。
- 実妹の前橋 由子（まえはし ゆうこ、1945年11月17日 - 1999年2月18日）はピアニストで、コンサートやレコーディングで多く共演した。

## テレビ出演
- 私の音楽会（日本テレビ）1973年から1982年の間に7回出演。
- 第33回NHK紅白歌合戦（1982年12月31日、NHK総合・ラジオ第1） - 審査員
- 徹子の部屋（テレビ朝日） 数回出演。2021年6月8日が最新（2014年3月24日の徹子の部屋クラシック特集にも出演）
- 夜のヒットスタジオ（1984年9月17日、フジテレビ）(ドビュッシーの「亜麻色の髪の乙女」とクライスラーの「美しきロスマリン」を前橋由子の伴奏で演奏。)
- 今夜も生でさだまさしスペシャル「いつでも夢を！朝まで生で音楽会」（2013年3月31日、NHK総合）
- 今夜も生でさだまさしスペシャル ～朝まで生で音楽会2014～（2014年3月30日、NHK総合）

## ラジオ出演
- ラジオ深夜便　午前4時台『明日へのことば』＜まだ成長できる　バイオリニスト・前橋汀子＞　きき手：NHKラジオセンター・嶋村由紀夫（2018年8月23日、NHKラジオ第1・FM）74歳、日本を代表する国際的ヴァイオリニスト前橋汀子さんは去年演奏活動55周年を迎えた。チャイコフスキー作曲「メロディ」（ヴァイオリンとピアノのための小品「なつかしい土地の思い出」第３曲、ピアノ演奏は1999年に不慮の事故で亡くなった妹の前橋由子）の録音が放送された。
- 関西発ラジオ深夜便[6]　午前4時台『明日へのことば』＜ヴァイオリンと生きて　演奏活動60年　前橋汀子＞　きき手：武田真一（2022年9月3日、NHKラジオ第1・FM）「無伴奏ヴァイオリンのためのソナタとパルティータ パルティータ第3番ホ長調 BWV1006 ガヴォット&ロンド」を演奏した。

- バイオリンとともに〜前橋汀子81歳

きき手:片山杜秀、ゲスト:さだまさし (2025年3月17日、NHK-FM)

## 書籍

### 著書
- 『私のヴァイオリン 前橋汀子回想録』早川書房、2017年8月。ISBN 978-4-15-209705-7。
- 『ヴァイオリニストの第五楽章』日経BP、2020年11月。ISBN 978-4-53-217690-7。

### 共著
- 『道をひらく女性達 丸田芳郎対談集』（著者:丸田芳郎 中根千枝 前橋汀子 今井通子 太田朋子 高峰秀子、編集:花王）（1987年12月1日、創知社）ISBN 9784915510489